# Herluí de Montreuil
Herluí de Montreuil (vers 890-945), fou comte de Montreuil i abat laic de Saint-Riquier de 926 a 945. Era fill d'Helgald, comte de Mntreuil i advocat de Saint-Riquier.
El 929, es va trobar en conflicte amb Herbert II, comte de Vermandois i Hug el Gran, duc dels Francs i comte de París. Aquests assetjaren Montreuil la principal plaça-forta del Ponthieu però Hug el Gran va acabar fent mitja volta. El 932, Herluí va aconseguir derrotar a Herbert de Vermandois que es va venjar prenent per sorpresa el castell d'Ham, pertanyent a Eberard, germà d'Herluí, que fou a més capturat. Herbert no va trigar a associar-se a Arnold I, comte de Flandes i d'Artois.

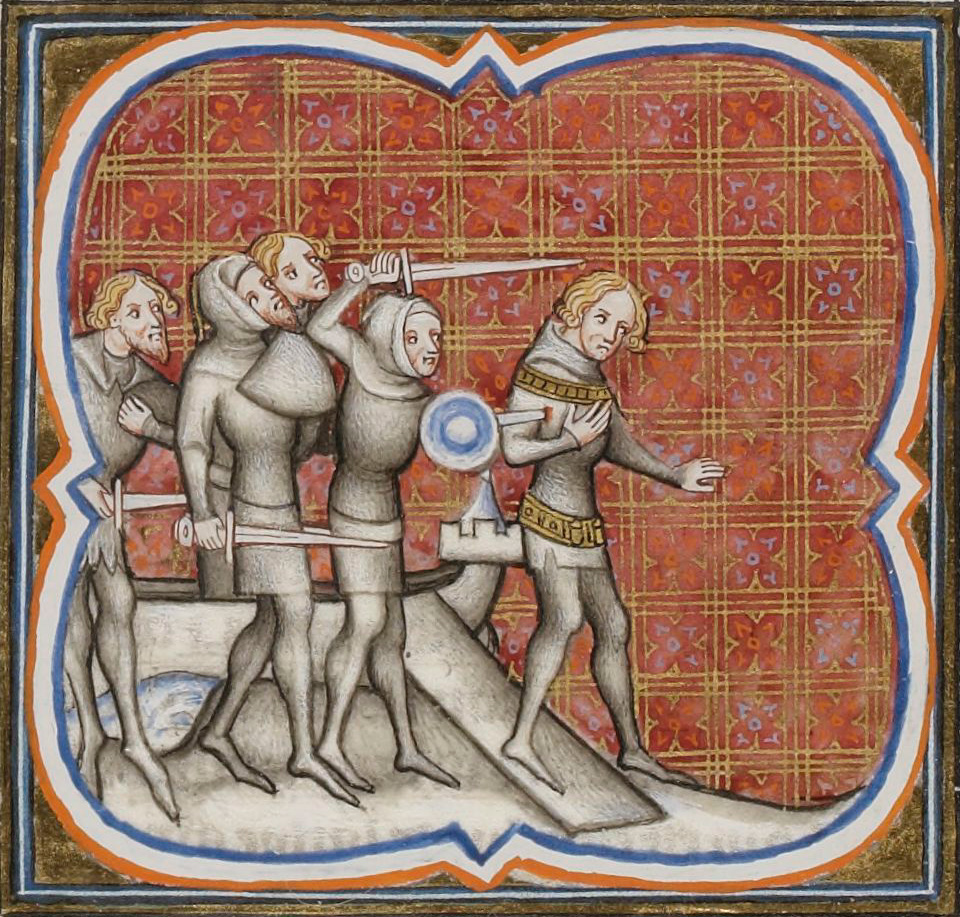
Assassinat de Guillem Llarga-espasa

El 939, els dos aliats d'Herbert van ocupar Montreuil i hi van capturar a la família d'Herluí. Aquest va acabar obtenint l'aliança de Guillem Llarga-espasa de Normandia que li va donar tropes per reprendre Montreuil. Herluí va negociar l'intercanvi de la guarnició capturada contra els seus parents.
Herluin va fer passar llavors el Ponthieu al vassallatge de Normandia. El 942, va persuadir a Guillem Llarga-espasa de participar en l'entrevista de Picquigny on el duc fou assassinat pels prínceps francs. El 944, va aconseguir matar l'assassí de Guillem i el rei li va concedir el comtat d'Amiens, del que les tropes reials van foragitar a Eudes de Vermandois que el tenia. El rei el va encarrega a més a més d'administrar el comtat de Rouen durant la minoria de Ricard I, el fill de Guillem. Tanmateix els normands el consideraven indirectament responsable de la mort de Guillem i el van matar en el moment d'una trobada entre els normands i el rei de França, el 945.
Va deixar un fill Roger, que el va succeir a Montreuil.